# كريستينا شرودر
كريستينا شرودر (بالألمانية: Kristina Schröder)‏ (مواليد 3 آب 1977) سياسية ألمانية في حزب الاتحاد الديمقراطي المسيحي، شغلت منصب الوزيرة الاتحادية لشؤون الأسرة، كبار السن، النساء والشباب من عام 2009 إلى عام 2013. وهي عضو في البرلمان منذ عام 2002.

## الحياة والعمل
ولدت شرودر باسم كريستينا كولر في فيسبادن، هيس. بعد الانتهاء من الثانوية عام 1997 درست علم الاجتماع، التاريخ، الفلسفة والعلوم السياسية في جامعة يوهانس غوتنبرغ في ماينتس. حصلت على شهادة الدبلوم في عام 2002، وحصلت على شهادة الدكتوراه عام 2009. كانت أطروحة الدكتوراه باسم
Gerechtigkeit als Gleichheit? Eine empirische Analyse der objektiven und subjektiven Responsivität von Bundestagsabgeordneten (بالعربية. "العدالة كما المساواة؟ تحليل تجريبي لاستجابة موضوعية وذاتية من النواب")، أشرف عليها يورغن فالتر. بعد تعيينها وزيرة في الحكومة، جاءت رسالتها للدكتوراه تحت الفحص الدقيق لاعتمادها الكبير على المساعدة في مجال البحوث من قبل حزبها. في عام 2011 ذكر أن مساعد فالتر كان قد دفع له من قبل شرودر للعمل على البيانات الإحصائية التي استندت عليها الرسالة. رئيس الجامعة صرح بأنه لا يوجد أي دليل على ارتكاب أي مخالفات، وأن هذا العمل يدخل تحت اعتبار المساعدة العلمية وهو ممارسة مقبولة.
في حزيران عام 2011 أنجبت مولودها الأول خلال فترة وجودها في المنصب، وفي 2014 انجبت مولودها الثاني. وهي عضو في الكنيسة الإنجيلية-اللوثرية المستقلة.
انضمت شرودر لاتحاد الشباب التابع لحزب الاتحاد الديمقراطي المسيحي في عام 1991 وهي عضو في البوندستاغ منذ عام 2002.  في 30 تشرين الثاني 2009، تم تعيينها الوزيرة الاتحادية لشؤون الأسرة، كبار السن، النساء والشباب في حكومة ميركل الثانية.
في نيسان 2016، أعلنت شرودر أنها لن تخوض الانتخابات الاتحادية الألمانية لعام 2017 وأنها سوف تستقيل من النشاطات السياسية مع نهاية الدورة البرلمانية. 

## روابط خارجية
- كريستينا شرودر على موقع IMDb (الإنجليزية)
- كريستينا شرودر على موقع مونزينجر (الألمانية)